# Jambyn Batmönkh
Jambyn Batmönkh (idioma mongol: Жамбын Батмөнх; 10 de marzo de 1926 - 14 de mayo de 1997) fue un líder comunista y profesor mongol que fue líder de Mongolia desde 1984 hasta su renuncia en 1990 con la revolución mongola.

## Biografía
Nació en Khyargas, en la provincia de Uvs. Se unió al Partido Revolucionario del Pueblo Mongol en 1948 y ascendió paulatinamente en el escalafón. Fue ministro de Ciencias en 1973, miembro del Politburó en 1974 y elegido primer ministro de Mongolia en junio del mismo año, cargo que mantuvo hasta 1984, cuando fue nombrado presidente.

## Carrera
En 1984, planeó junto a otros miembros la expulsión del líder del Partido, Yumjaagiyn Tsedenbal, de la presidencia del país. Se convirtió en Presidente de Mongolia después que Tsedenbal fuera expulsado tras un Congreso del PRPM. Batmönkh fortaleció la alianza con la URSS, pero al igual que en otros países socialistas, había mucha presión en el Partido en sacarlo del poder. Él fue el principal impulsor de muchas reformas en el país, siguiendo el ejemplo de la Perestroika y la Glásnot del líder soviético Mijaíl Gorbachov.
En marzo de 1990 el grupo disidente Ardchislan Kholboo lanzó una huelga de hambre pidiendo la convocatoria de elecciones pluripartidistas. Las protestas acabaron triunfando y poco después de su renuncia se retiró de la vida política. Pasó sus últimos años en Ulán Bator, donde murió en 1997.
| Predecesor: Yumjaagiyn Tsedenbal | Primer ministro de Mongolia 1974 - 1984 | Sucesor: Dumaagiin Sodnom       |
| Predecesor: Nyamyn Jagvaral      | Presidente de Mongolia 1984 - 1990      | Sucesor: Punsalmaagiin Ochirbat |

- Datos: Q558706
- Multimedia: Jambyn Batmönkh / Q558706